# Jasna Boljević
Jasna Boljević (* 16. März 1989 in Titograd, Jugoslawien, geborene Jasna Tošković) ist eine ehemalige montenegrinische Handballspielerin.

## Karriere
Boljević spielte anfangs beim montenegrinischen Verein ŽRK Budućnost Podgorica. Im Jahre 2008 schloss sich die Rückraumspielerin dem serbischen Verein ŽRK Naisa Niš an, mit dem sie 2009 den serbischen Pokal gewann. In der Saison 2011/12 spielte sie beim ungarischen Erstligisten Békéscsabai Előre NKSE. Anschließend wechselte sie zum französischen Verein Issy Paris Hand. Nach nur einer Spielzeit schloss sie sich dem Ligarivalen Le Hac Handball an. Im Sommer 2014 wechselte sie zum rumänischen Erstligisten HCM Roman. Vier Jahre später schloss sie sich dem Ligakonkurrenten CS Măgura Cisnădie an. Im Sommer 2019 wechselte Boljević zum rumänischen Klub Rapid Bukarest. Zwei Jahre später unterschrieb sie einen Vertrag bei Știința Bukarest. Für Știința erzielte sie 105 Erstligatreffer. Als Știința am Saisonende 2021/22 absteigen musste, verließ sie den Verein.
Boljević gehörte dem Kader der montenegrinischen Nationalmannschaft an. Im Jahre 2011 nahm sie an der Weltmeisterschaft teil. Im Sommer 2012 wurde Boljević als Reservespielerin für die Olympischen Spiele in London nominiert. Während des Turniers rückte sie jedoch nicht in den montenegrinischen Kader auf. Sie gehörte im Winter 2012 dem montenegrinischen Aufgebot an, welches die Europameisterschaft gewann.